# Andrea Marrazzi
Andrea Marrazzi (Liorna, 2 d'octubre de 1887 - Liorna, 18 d'octubre de 1972) va ser un tirador d'esgrima italià que va competir en els anys posteriors a la Primera Guerra Mundial.
El 1920 va prendre part en els Jocs Olímpics d'Anvers, on disputà una sola prova del programa d'esgrima, la d'espasa per equips, en què guanyà la medalla d'or.
Entre 1944 i 1946 fou membre de la federació d'esgrima italiana. El 1955 va escriure el llibre La Scherma Moderna.